# Поцрнела бурма
Поцрнела бурма је десети албум Индире Радић и трећи који је издала за Гранд продукцију. Једна од песама на албуму је и Лопов, дует са Аленом Исламовићем. Та песма је била највећи фолк хит у земљи 2002. и 2003. године, а препевана је на три језика. Продуцент је био Горан Ратковић, који је после успеха албума одлучио да ради само за Индиру.

## Песме
На албуму се налазе следеће песме: